# 배고픈데 귀찮아?
《배고픈데 귀찮아?》는 OLIVE에서 방송된 텔레비전 프로그램이다.

## 방송 개요
바쁜 현대인들을 위해 배달 음식이나 HMR(Home Meal Replacement; 짧은 시간에 간편하게 조리하여 먹을 수 있는 가정식 대체 식품) 등을 더 맛있게 먹는 방법을 알려주는 방구석 초간단 요리쇼 프로그램.

## 방송 시간
| 방송 채널 | 방송 기간                         | 방송 시간            | 비고 |
| --------- | --------------------------------- | -------------------- | ---- |
| OLIVE     | 2020년 2월 14일 ~ 2020년 5월 15일 | 금요일 오후 7시 50분 |      |

## 진행자
- 김풍
- 주우재

## 출연자
더보이즈